# Mémoire procédurale
 (janvier 2018).
Si vous disposez d'ouvrages ou d'articles de référence ou si vous connaissez des sites web de qualité traitant du thème abordé ici, merci de compléter l'article en donnant les références utiles à sa vérifiabilité et en les liant à la section « Notes et références ».
La mémoire procédurale est une forme de mémoire non déclarative. La mémoire procédurale est une mémoire à long terme implicite qui permet la motricité automatique. Elle fonctionne grâce à différentes zones du cerveau, comme le cervelet ou le striatum. Ces zones sont toutes reliées entre elles par des synapses fonctionnant avec des neurotransmetteurs. Cette association permet l’apprentissage progressif de procédures. Celles-ci sont d’abord traitées par la mémoire déclarative et de travail puis sont intégrées dans la mémoire procédurale grâce à la répétition.
La mémoire procédurale est une mémoire sensible au sommeil et à la vieillesse. Cette mémoire est la plus résistante des mémoires, cependant, des pathologies peuvent quand même la toucher comme la maladie de Parkinson. Certains aspects de la mémoire procédurale comme le lien entre langage et apprentissage moteur restent encore inconnus à nos jours. Historiquement, la mémoire procédurale a été d'abord considérée comme une mémoire ayant son propre système de fonctionnement. Les études ont cependant montré que toutes les mémoires étaient liées entre elles et avaient besoin les unes des autres. Les liens entre les différentes mémoires sont encore méconnus et de nombreuses études sont en cours.

## Historique de recherches

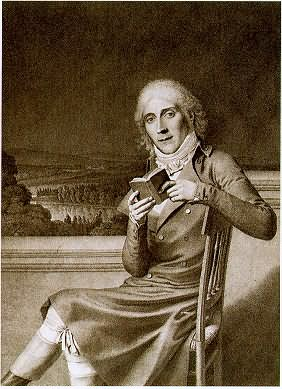
Maine de Biran, précurseur de la psychologie moderne, 1802.

La mémoire est, selon le neuropsychologue Alain Lieury, un des plus anciens thèmes psychologiques. Abordé dès l’antiquité, elle est connue comme la faculté la plus précieuse jusqu’à la renaissance, puis passe ensuite au second plan derrière le « raisonnement ». L’histoire de la mémoire procédurale commence en 1804 avec Maine de Biran, un philosophe français précurseur de la psychologie moderne, qui postule l’existence de trois types de mémoires : Une mémoire représentative, une mécanique et une sensitive. Pour lui, la mémoire mécanique consiste à une répétition de mouvement dont le corps à l’habitude, « le corps est donc capable de retenir des mouvements et de les rappeler lorsqu’il en a besoin ». C’est une première définition de la mémoire procédurale. Par la suite, les fonctions et les structures de la mémoire ont progressivement été étudiées. A la fin du XIXe siècle, la mémoire est un objet d’étude sans doute aussi important que l'intelligence mais il est progressivement confondu avec l’apprentissage. Pendant cette période où les recherches sur la mémoire sont faibles, on voit émerger des postulats. Par exemple, en 1923, McDougall fait la distinction entre les mémoires implicites et explicites.
Après la révolution informatique des années 1950, et notamment grâce à l’utilisation de l’IRM dans les années 1970, les recherches sur les mémoires explosent. Le psychologue Donald Broadbent publie en 1958 Perception and communication. Il fait l'hypothèse de l’existence de trois types de mémoires : la mémoire sensorielle, la mémoire à court terme et la mémoire à long terme.
En 1962, Brenda Milner fait la distinction entre la mémoire à long terme déclarative (« Je peux me souvenir »), et la mémoire à long terme procédurale « Je sais comment faire »). Elle base son hypothèse sur l'observation d’un patient amnésique, qui avait une coordination entre sa vue et ses mains et qui pouvait faire des gestes spécifiques, alors qu’il n’avait aucun souvenir conscient d’avoir appris à les faire.
Par la suite, les travaux de Endel Tulving et Larry Squire ont permis de mettre en place un modèle d'organisation de la mémoire, qui intègre la mémoire épisodique, la mémoire sémantique, et la mémoire procédurale. La mémoire épisodique devient[évasif] un sous-système de la mémoire sémantique.
Dans les années 1980, de nombreuses recherches ont été effectuées[évasif] sur le fonctionnement de la mémoire procédurale, et notamment sur son anatomie et sa physiologie.

## Neurosciences

### Anatomie
La mémoire procédurale fonctionne grâce à plusieurs aires corticales et sous-corticales. La mémoire procédurale s’appuie sur les noyaux gris centraux (ganglion de la base), où a lieu la formation d’habitudes, et sur les réseaux neuronaux sous corticaux ainsi que du lobe temporal. Le striatum, qui est la structure d’entrée des ganglions de la base, est aussi une structure importante dans la mémoire procédurale. De nombreuses régions du cerveau sont reliées avec lui. Les ganglions de la base sont constitués de cinq noyaux interconnectés, que sont le noyau caudé, le putamen, le globus pallidus, le noyau sous-thalamique et la substance noire.[réf. nécessaire]

#### Cervelet
Le cervelet est essentiel à toute action musculaire. Il n’est pas à l’origine du mouvement mais il contribue à la coordination spatio-temporelle des gestes. Il traite simultanément des informations venant de la moelle épinière et des autres aires du cortex afin d’améliorer la précision motrice. Le cervelet gère en effet la coordination et la synchronisation des différentes aires motrices lors de nos actions, il nous permet donc de conduire, de skier, ou encore de parler. Il est nécessaire dans l’apprentissage moteur car il permet un ajustement sensori moteur.  Le cervelet est lié au putamen qui est le lieu où les compétences acquises [évasif]sont stockées.[réf. nécessaire]

#### Amygdale
L'amygdale traite les réponses émotionnelles liées à la peur. [évasif][réf. nécessaire]

#### Noyau caudé
La mémoire procédurale utilise aussi le noyau caudé. [évasif][réf. nécessaire]

#### Striatum
Le striatum joue un rôle essentiel dans la mémoire procédurale. Pourtant, on ne sait pas vraiment quels sont les mécanismes synaptiques et moléculaires qui permettent cette mémorisation. C’est la partie dorsale du striatum qui est impliquée lors de l’apprentissage procédural. Des études récentes ont montré que les ganglions de la base ont un rôle important lors de l’apprentissage procédural mais qu’ils font partie d’un cycle qui les relie au cortex cérébral ainsi qu’au cervelet. C’est ce cycle cérébral qui serait le support de la mémoire procédurale.[réf. nécessaire]

#### Cortex frontal
Le cortex préfrontal est une structure impliquée dans plusieurs sortes de mémoires, dont la mémoire procédurale, il permet donc un lien entre ces différentes mémoires. Par exemple si on effectue une tâche comme conduire, c’est notre mémoire procédurale qui est utilisée mais lorsqu’on rencontre un évènement inhabituel, la mémoire déclarative prend le relai, en partie grâce au cortex préfrontal.  [évasif][réf. nécessaire]

### Physiologie
Ces zones sont toutes reliées entre elles par des réseaux de neurones. Ceux-ci sont à la base du cortex et donc de la mémoire. C’est le support biologique essentiel de la trace mnésique. Mais l’information mémorielle dépend également d’hormones et de protéines, qui influencent les connexions entre les neurones. Chaque phénomène de mémorisation est associé à des phénomènes électro-chimiques à l'extrémité des synapses, ainsi qu'à la formation de protéines, qui correspondent à la réponse plus ou moins importante des potentiels synaptiques. L’activation régulière et répétée des réseaux de la mémoire procédurale permet soit de renforcer soit de réduire des connexions interneuronales, ce qui provoque la consolidation d’un souvenir (en effet la consolidation peut aussi passer par l’oubli). La plasticité cérébrale est essentielle à la création du souvenir procédural. Elle est possible notamment grâce à la libération de neurotransmetteurs, comme le glutamate, et la libération de neuromédiateurs comme la dopamine ou l'acétylcholine (elle est le lien entre les neurones du striatum et des interneurones extérieurs), qui agissent soit comme des stimulants soit comme des inhibiteurs. Les neurones y sont sensibles grâce à leurs récepteurs correspondant, (DRD 1 (en) et DRD 2 (en) pour la dopamine, A2A pour l’adénosine). Un dysfonctionnement de ces molécules est fatal pour la mémoire procédurale. La mémoire procédurale se caractérise également par le changement de taille et de forme des synapses, la transformation de synapses silencieuses en synapses actives, ou encore la croissance de nouvelles synapses. Certains travaux scientifiques ont par ailleurs montré l’importance de la molécule PKMzeta (en) dans le fonctionnement de la mémoire à long terme comme la mémoire procédurale. Elle consolide les réseaux associés aux souvenirs, et aide au maintien de l’information. Son inhibition provoque la perte de souvenir. Mais son rôle est encore mal connu, et bien d’autres molécules agissent sur la formation et la conservation du souvenir.
Les réseaux de la mémoire procédurale sont reliés entre-eux. Les efférences qui vont vers le globus pallidus rejoignent ensuite le thalamus et projettent sur le cortex moteur. Les autres structures des ganglions de la base participent à d’autres boucles corticostriato-thalamo-corticales qui modulent l’activité du circuit principal de la mémoire procédurale. Il existe également d’autres circuits comme la boucle cortex-ganglion de la base-thalamus-cortex qui est une des principales de la motricité liée à la mémoire procédurale.

## Fonctionnement général

### Mémoire à long terme
La mémoire à long terme est essentielle pour pouvoir progresser. Il n’existe pas “un” centre de la mémoire dans le cerveau, mais bien plusieurs réseaux neuronaux distincts interagissant entre eux. Ils sont observables notamment par IRM au cours de tâches de mémorisation. Un élément à mémoriser est constitué des diverses informations sensorielles, temporelles ou encore émotionnelles. Elles ne sont pas conservées au même endroit. Le cerveau conserve le souvenir de la synchronisation de ces différentes informations. Un souvenir n’est pas un enregistrement forcément valide de la situation réelle et peut varier au cours du temps. Lorsque l’on se souvient, la tâche de reconstruction du cerveau peut être plus ou moins fidèle selon la date du souvenir, et est influencée par le présent.
Les mémoires s’appuient les unes sur les autres. Par exemple, la mémoire épisodique utilise la face interne des lobes temporaux et plus spécifiquement les réseaux neuronaux de l’hippocampe. La mémoire sémantique, quant à elle, utilise davantage de réseaux dans les parties intérieures des lobes temporaux. Enfin, la mémoire procédurale utilise des réseaux neuronaux sous-corticaux et le cervelet, qui joue un rôle très important dans le contrôle moteur. Selon Charles Scott Sherrington, « la mémoire se forme au sein de réseaux de neurones qui, après avoir été activés de manière intense ou répétée, gardent une trace de cette activation en renforçant leurs contacts ». 
Le fonctionnement de la mémoire à long terme dont fait partie la mémoire procédurale se fait en trois grandes étapes :
L’encodage est la capacité à transformer l’information entrante et les stimuli. Il peut être intentionnel ou non. C’est l’apprentissage et l’entrée de l’information, la mise en mémoire de celle-ci, venant de nos différents sens, que ça soit la vue, l’ouïe, l’odorat, le toucher ou encore le goût. De la qualité de cette phase dépendra la qualité des phases suivantes, que ça soit dans la durée des souvenirs ou bien de leur fiabilité, leur exactitude. Plus l’attention portée à la phase de l’apprentissage est importante, plus celui-ci sera de qualité. Afin de faciliter l’encodage, on peut aussi utiliser des stratégies, par exemple sémantique (placer un mot dans une catégorie telle que l’animal, ou encore associer des attributs à un mots …). On appelle les informations transformées traces mnésiques.
Le stockage ou conservation : lors de cette phase, les informations sont maintenues en mémoire et consolidées. Cette phase peut durer de quelques secondes à plusieurs années, elle peut aussi avoir lieu lors du sommeil, c’est pourquoi celui-ci est essentiel dans le processus de mémorisation. Le cerveau va répéter, sans que l’on s’en rende compte, les informations enregistrées lors de l’encodage et va ainsi les ancrer plus profondément dans la mémoire. Ces traces mnésiques vont, dans cette étape, passer de la mémoire à court terme à la mémoire à long terme.
Rappel (ou récupération ou restitution) : lors de cette phase, les souvenirs et les informations sont récupérés, cette phase se fait de façon consciente ou inconsciente. L’information présente dans la mémoire à long terme revient dans la mémoire à court terme afin d’être accessible. Cette information peut alors être utilisée, on dit qu’elle est extraite de la mémoire. L’information est donc appliquée, c’est comme cela qu’on se rappelle comment faire du vélo, comment faire du piano… Cette phase de rappel permet de retourner une information déjà apprise et mémorisée. Cette récupération peut être consciente ou non.

### Apprentissage procédural
La mémoire procédurale est une mémoire qui implique l’apprentissage d’un processus cognitif, permettant la réalisation inconsciente d’une procédure motrice. Ce processus n’est possible que par la répétition, qui va permettre une amélioration de la précision spatiale et temporelle et une diminution de l’attention nécessaire à sa résolution. La résolution de n’importe quelle activité donnée implique un apprentissage, qui repose sur la mémoire procédurale. Son but est d’économiser les ressources cognitives et de permettre la réalisation simultanée d’autres tâches.  
La mémoire procédurale est permise grâce aux propriétés malléables des circuits neuronaux dans différentes zones du cerveau. Pour les biologistes, la trace mnésique repose sur la neuro-plasticité qui permet des modifications à long terme des neurones au niveau de leur biochimie et de leurs aptitudes à faire des synapses.  L'avènement de nouvelles techniques d’imagerie cérébrales, comme l’IRM fonctionnelle, permet d’examiner sur une longue période les corrélats neurobiologiques et l’apprentissage. L’étude de l’apprentissage de mouvements des doigts suggère que l’acquisition et l'utilisation d’une nouvelle tâche motrice se fait par une réorganisation significative de certaines zones (par exemple des lobes temporaux) se produisant en plusieurs étapes.
La mémoire procédurale est caractérisée par une grande résistance aux pathologies, c’est pourquoi son acquisition est de la plus grande importance, mais celle-ci est relativement longue (de quelques semaines à plusieurs mois voir plus). D’après l’étude et les résultats de Francis Eustache et Hélène Beaunieux, on démontre bien 3 phases essentielles dans l’acquisition de la mémoire procédurale. Pour la première fois, ils démontrent aussi l’implication de la mémoire épisodique et des fonctions exécutives lors de la 1ère phase d’apprentissage. D’après le modèle ACT-R (en) (Adaptive Control of Thoughts) de John Robert Anderson (1999), les trois phases d’apprentissages sont les suivantes : cognitive, associative et autonomie.
La pratique peut déclencher des processus neuronaux évoluant plusieurs heures après la phase d’attention. Chaque expérience, même courte, peut entraîner des effets à long terme.
L’apprentissage procédural se déroule de la manière suivante :
- phase précoce d'amélioration rapide, avec une forte progression dans l’apprentissage (établissement d’un plan optimal d'exécution), qui demande de nombreuses ressources et s’appuie sur la mémoire déclarative ;
- phase tardive lente, de nouvelles acquisitions se mettent en place, l’apprentissage devient plus long, démarrage de la procéduralisation ;
- phase de consolidation (permise si aucune activité n’est réalisée), lors du sommeil par exemple ;
- l’automatisation de l’activité s’organise, et permet d’utiliser de faibles ressources attentionnelles ;
- etape de maintien, où l'habileté peut être exécutée après une longue période de non utilisation ;
- en cas de non répétitions sur une très longue durée, oubli progressif de l’apprentissage.

### Rôle du sommeil
Le sommeil joue un rôle très important dans l’apprentissage et notamment dans la mémoire procédurale. De nombreuses études ont montré que le sommeil permet une consolidation à long terme des souvenirs. Lors de l’éveil, l’activité des synapses est trop importante pour permettre un stockage durable. De nombreuses aires jouent un rôle dans cette intégration de souvenirs, mais le principal mécanisme de conservation se déroule dans l’hippocampe et le néo cortex. Lors du sommeil, l’hippocampe rejoue la partition des souvenirs mémorisés lors de la phase d’éveil, et transfert ces informations au néocortex pour une mémorisation persistante.
La mémorisation lors du sommeil fonctionne en trois étapes principales :
1. on observe une activation hippocampique qui permet une réactivation des souvenirs de la journée ;
2. il y a une sélection et un renforcement des informations pertinentes (c’est-à-dire marquantes, ou répétées plusieurs fois, etc.) ;
3. enfin, il y a une intégration des événements sélectionnés dans le néocortex et les structures des lobes temporaux médiales adjacentes, avec une généralisation des apprentissages.

Les événements nouvellement mémorisés sont réactivés de manière répétée lors du sommeil lent (Slow-wave sleep (en) SWS), (très rarement lors du sommeil paradoxal). Ils sont ensuite redistribués dans les différentes aires du cerveau concernées. Pendant cette phase de sommeil, la consolidation des traces mnésiques repose sur un dialogue ondulatoire entre le néocortex et l'hippocampe.
Les oscillations lentes (en rouge) du néocortex entraînent la réactivation répétée des représentations de la mémoire, tandis que l’oscillation rapide (en vert) de l’hippocampe permet l’activation de la consolidation mémorielle dans le néocortex.
Lors d’une étude sur la mémoire et l’apprentissage, des scientifiques ont analysé l’apprentissage du piano chez deux groupes d’individus, l’un étant constitué de débutants, et l’autre de pratiquants réguliers. Cette expérience montre que le délai de 24 h avec une phase de sommeil a clairement permis au groupe d’aguerris de progresser. Le groupe de débutants n’a quant à lui presque pas progressé. Cela s’explique par le fait que des réseaux pour l'apprentissage du piano sont déjà formés chez le second groupe. Cela permet, lors du sommeil, un transfert de l’hippocampe au néocortex beaucoup plus efficace. 

## Altérations de la mémoire procédurale

### Conséquences du vieillissement
La mémoire procédurale ne possède pas un fonctionnement maximal tout au long de notre vie. En effet, au cours du vieillissement, la plasticité et la qualité des synapses diminuent. Les changements de connexions sont moins efficaces et moins nombreux. Avec l'augmentation de l’âge, une modification des stratégies de mémorisation des procédures a lieu. La capacité d’amélioration des performances est la même mais les sujets âgés parviennent à la phase d’automatisation avec plus de temps et de répétition que les sujets jeunes (retard dans la procédure cognitive). De plus, l’apprentissage se fait de manière plus lente, car le cerveau âgé à plus de difficultés à traiter plusieurs informations en même temps. Plusieurs études ont montré que les ganglions de la base, qui sont indispensables au fonctionnement de la mémoire procédurale atteignent le plus haut niveau de fonctionnement lors de l’enfance.
On peut voir sur ce graphique (même expérience que dans la partie précédente) que l'âge a une influence réelle sur l’apprentissage, cependant il n’agit pas sur la pratique s’il a déjà eu lieu précédemment. En effet, les joueurs de piano aguerris, jeunes et âgés, ont fait le même nombre d’erreurs, tandis qu’il y avait une différence significative entre les non-joueurs.
On peut également remarquer que la phase de consolidation (sommeil) a permis de considérablement augmenter les performances et de diminuer les erreurs. Ces recherches montrent d’une part, que chez le débutant, le taux d’apprentissage est plus élevé au départ que chez les aguerris, et d’autre part que les personnes âgées ont beaucoup moins progressé que les jeunes après la phase dite  « offline ». A contrario, chez les aguerris, la progression est presque la même entre les sujets jeunes et âgés.

### Pathologies associées
La mémoire procédurale est une mémoire possédant une certaine résistance aux pathologies mais elle reste néanmoins exposée aux déficiences. Dans la plupart des maladies atteignant cette mémoire, les patients ont une détérioration de leurs activités motrices. C’est le cas des patients étant atteints par les maladies de Parkinson ou encore de Huntington mais il existe bien d’autres pathologies.
Les maladies qui ont un impact sur la mémoire procédurale peuvent toucher les ganglions de la base qui sont essentiels dans le fonctionnement de cette mémoire. C’est le cas pour la maladie de Parkinson qui se caractérise par une atteinte du système dopaminergique à l’origine de la dopamine, principal neuromédiateur des ganglions de la base et donc des noyaux gris centraux. Les neurones de ce système sont touchés et dégénèrent au fur et à mesure que la maladie évolue, ces neurones font partie de la substance noire du cerveau, partie responsable de la sécrétion de dopamine, importante dans la motricité. Les neurones de la substance noire, lors de la maladie, produisent ce qu’on appelle des « corps de Lewi » qui sont dus à leurs agrégations et entraînent la non sécrétion de dopamine et donc empêche le bon fonctionnement de la mémoire procédurale et des activités motrices. Les patients atteints de Parkinson éprouvent des difficultés à effectuer des activités motrices mais cela peut aussi donner lieu à des problèmes d’apprentissage, de mémoire ou encore à des perturbations neuropsychiatriques, tout cela affectant la mémoire procédurale. Dans cette maladie, tout comme dans celle de Huntington, les patients ne voient pas leur mémoire déclarative décliner. La perturbation des ganglions n’entraîne pas seulement un déficit dans l’apprentissage et l’action d’activités motrices. En effet, elle implique aussi une déficience des actions à mémoire implicite comme l’action automatique d’une signature.

#### Maladies touchant la mémoire procédurale
La maladie de Huntington est une maladie génétique qui se caractérise par le dysfonctionnement progressif du striatum (élément des ganglions de la base). Lors de cette maladie, on peut observer une dégénérescence des neurones qui débute dans le striatum, cependant les mécanismes à l’origine de cette dégénérescence sont encore inconnus. La maladie de Huntington a de nombreux points communs avec la maladie de Parkinson, notamment au niveau de la perte de l’activité motrice, on peut effectivement apercevoir une difficulté à se maintenir en équilibre, à marcher. Ces symptômes peuvent être dus au fait que la mémoire procédurale ne parvient plus à faire ces actions de façon automatique puisque son principal neurotransmetteur est de moins en moins présent, empêchant alors les connexions essentielles dans l’automatisation et dans la reproduction inconsciente des mouvements. Les maladies de Parkinson ainsi que la maladie de Huntington montrent, lors des études, une détérioration des améliorations dans les tâches de type moteur de la mémoire procédurale.
La maladie de Gilles de la Tourette serait elle aussi liée aux ganglions de la base et notamment à l’efflux de dopamine qui serait plus important. Elle touche donc le système nerveux central et notamment le striatum, à la base de la mémoire procédurale. Les tics spécifiques de la maladie de Gille de la Tourette sont liés à l’efflux trop fort du neurotransmetteur qu’est la dopamine. Cette forte concentration de neurotransmetteur, au lieu d’activer l’inhibition des activités motrices comme on l’a vu précédemment avec Parkinson et la maladie de Huntington, va au contraire provoquer des actions inconscientes tel que les clignements des yeux ou encore le raclement de la gorge.

#### Alzheimer
Cependant, la mémoire procédurale est préservée dans de nombreuses pathologies mémorielles, comme dans le cas de la schizophrénie ou encore dans la maladie d’Alzheimer. Une étude japonaise a montré que les patients atteints de schizophrénie ont une mémoire procédurale presque intacte. En effet, les patients arrivent à apprendre des nouvelles procédures mais plus le degré de schizophrénie est élevé, plus le temps de retour de l’action est grand, il faut donc plus de temps pour assimiler les procédures. Cela est dû notamment au fait que l’apprentissage de la mémoire procédurale se fait par le biais de la mémoire déclarative. Ce n’est pas la mémoire procédurale qui est touchée mais la mémoire déclarative. Plusieurs études montrent que les patients atteints de schizophrénie devraient utiliser leur mémoire procédurale qui est préservée afin d’augmenter leurs chances de réhabilitation et leur retour en société.
La maladie d’Alzheimer est connue pour être une maladie entraînant la perte des souvenirs. Elle est caractérisée par une atteinte significative de la mémoire explicite. Parallèlement, on peut voir que les apprentissages procéduraux sont bien conservés. Plusieurs études ont montré la préservation de la mémoire procédurale dans la maladie d’Alzheimer. Les patients montraient lors de test qu’on leur faisait répéter, une amélioration dans le temps de résolution de ce test alors qu’ils ne se souvenaient pas d’avoir déjà fait ce test. L’amélioration de la mémoire procédurale est donc bien présente dans la maladie d’Alzheimer, cependant cette expérience peut porter à controverse puisqu’elle porte aussi sur la mémoire déclarative. En effet, les patients atteints de la maladie d’Alzheimer ont plus de difficultés lors de l’apprentissage de procédures motrices. Ces modifications sont liées à la mémoire de travail, mémoire essentielle à l’apprentissage procédural.

### Altération par les drogues ou l'alcool
L’alcool joue un rôle important sur la mémoire. Il a été montré plusieurs fois qu’une consommation excessive d’alcool nuisait à celle-ci et l’endommageait. En effet, il est possible de faire ce qu’on appelle des black-out et de ne plus se rappeler ce qui s’est passé, ce que l’on a fait. Les mémoires endommagées sont surtout la mémoire épisodique, la mémoire de travail et les fonctions exécutives. La mémoire procédurale possède une grande résistance aux effets néfastes de l’alcool. Il a même été montré dans des études que des personnes buvant de l’alcool régulièrement mais avec modération avaient une meilleure capacité d’apprentissage que ceux qui ne buvaient pas du tout d’alcool. Cependant, s’il y a un excès, la mémoire procédurale est quand même touchée. Pour résumer, boire avec excès et quotidiennement nuit à la mémoire mais boire avec modération et quotidiennement présente des avantages par rapport à l'abstinence.
Le syndrome de Korsakoff (SK) est une maladie dont les patients sont alcoolo-dépendants. Les patients atteints de SK montrent une altération des capacités d’apprentissages. Ils mettent plus de temps à mémoriser une procédure cognitive motrice que des personnes saines. Cela serait en partie dû à la détérioration de la mémoire épisodique et de travail  par l’alcool. La mémoire procédurale résiste donc aux effets de l’alcool.